# Parochlus nigrinus
Parochlus nigrinus är en tvåvingeart som först beskrevs av Edwards 1931.  Parochlus nigrinus ingår i släktet Parochlus och familjen fjädermyggor. Inga underarter finns listade i Catalogue of Life.